# تشارلز بانيا
تشارلز بانيا (بالإنجليزية: Charles Banya)‏ هو لاعب كرة قدم بريطاني في مركز الوسط، ولد في 18 سبتمبر 1993 في لامبيث في المملكة المتحدة. لعب مع نادي فولهام ونادي كرولي تاون ونادي وكينغ.

## وصلات خارجية
- تشارلز بانيا على موقع قاعدة بيانات كرة القدم.إي يو (الإنجليزية)
- تشارلز بانيا على موقع Soccerbase.com (لاعب) (الإنجليزية)
- تشارلز بانيا على موقع Soccerway.com (الإنجليزية)
- تشارلز بانيا على موقع AS.com (الإسبانية)